# Audi Rosemeyer
Audi Rosemeyer — концептуальный суперкар немецкого автопроизводителя Audi AG. Был представлен в 2000 году в парке-музее Autostadt и на других различных автосалонах по всей Европе.

## Информация

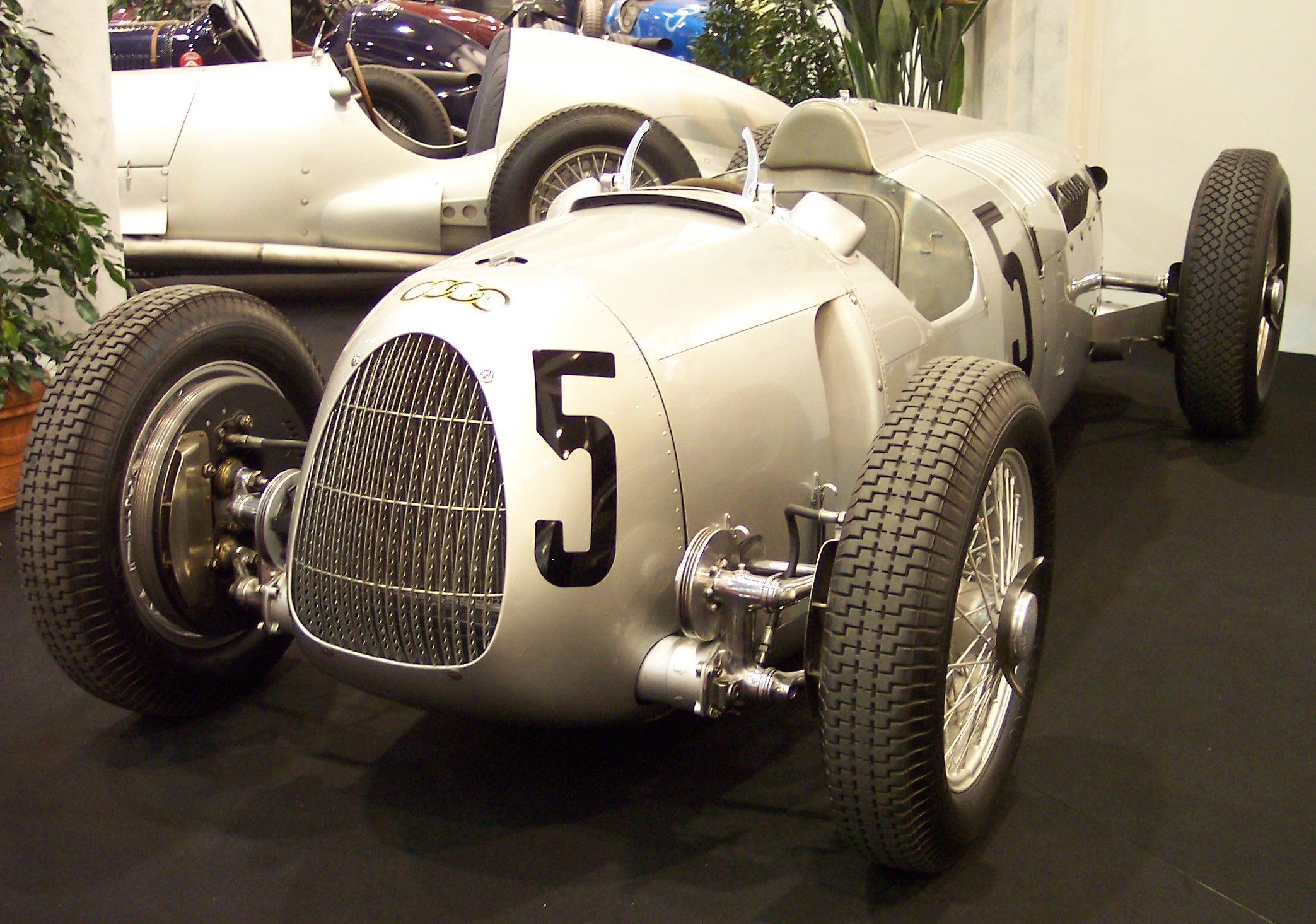
Auto Union Typ C

Audi Rosemeyer был спроектирован в стиле гоночных болидов Auto Union, Гран-При 1930-х годов сочетаемых с современным дизайном. Автомобиль напоминает гоночный болид Auto Union Typ C c 16-цилиндровым двигателем названный в честь автогонщика Бернда Роземайера участвовавшего на нем в Чемпионате Европы по автогонкам. Rosemeyer также очень напоминает концепцию дизайна «Porsche-Auto Union typ 52», созданную доктором Фердинандом Порше и доктором Эрвином Комендой в 1930-х годах как возможную версию «Серебряных стрел», которая не была поставлена на производство. Так же он является ближайшим собратом концепта Audi Avus quattro и Bugatti Veyron созданных дизайн компанией Italdesign, который так же входит в концерн Фольксваген Групп. Его продолжением стал шоу-кар Audi Nanuk Quattro V10. 
На автомобиль был установлен двигатель W16 расположенный по центру, который развивает 710 лошадиных сил (520 кВт) с постоянной системой полного привода quattro на четыре колеса, автомобиль предполагал высокую производительность, чтобы соответствовать его внешнему виду. В конечном счете не был принят на производство, как из-за чрезвычайно высоких прогнозируемых производственных затрат, так и из-за нежелания Audi создать внутреннюю конкуренцию с Lamborghini, которую Audi купила в 1990-х годах. Дизайн концепта имеет сходства с серийной моделью спорткара Audi TT выпускаемого с 1998 года. В некотором смысле, Audi R8 на базе Gallardo можно считать преемником Rosemeyer.
Интерьер Audi Rosemeyer выполнен из полированного алюминия, углеродного волокна, кожи и огнестойкого материала Nomex.

## Технические характеристики
- Объём: 8,004 см³ W16
- Мощность: 710 лошадиных сил (522 кВт)
- Крутящий момент: 760 Нм. 9 000 об/мин
- Максимальная скорость: 350 км/ч (217,5 миль / ч) (по расчетам)[1]

## Галерея

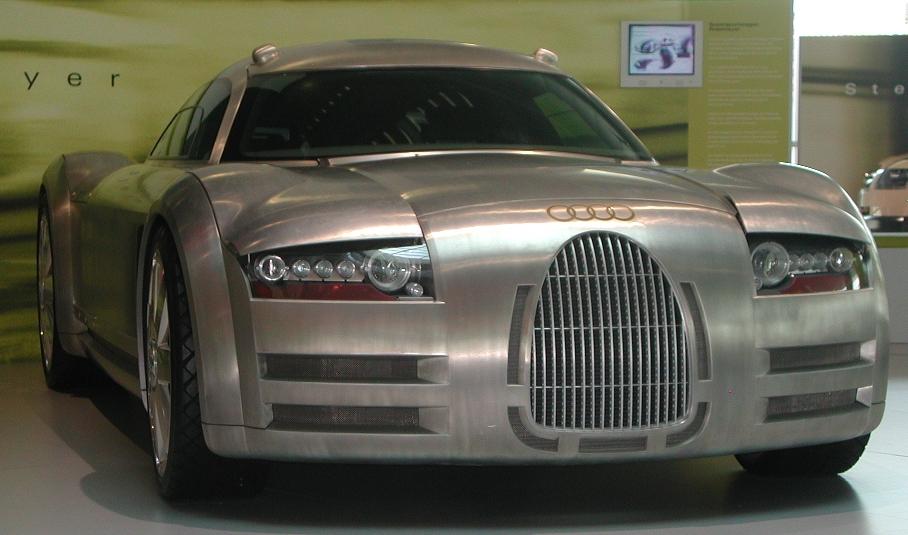
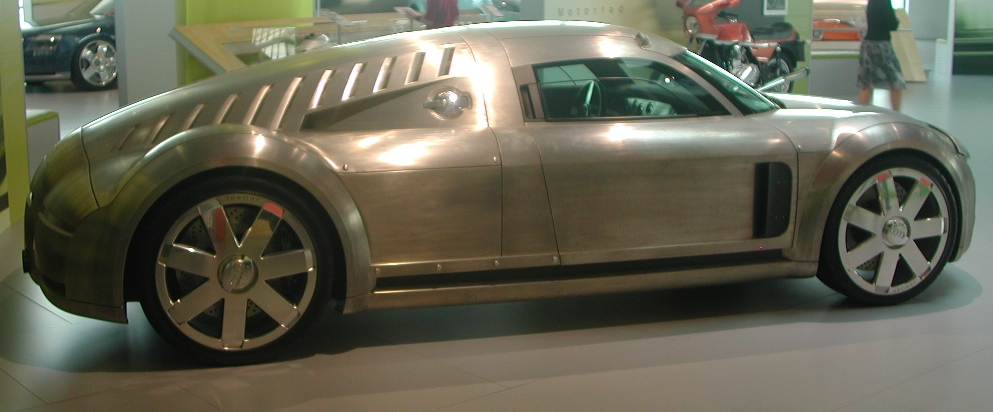

## См.Также
- Audi Avus quattro
- Audi Quattro Spyder 1991
- Audi Nanuk Quattro V10